# Beta motor

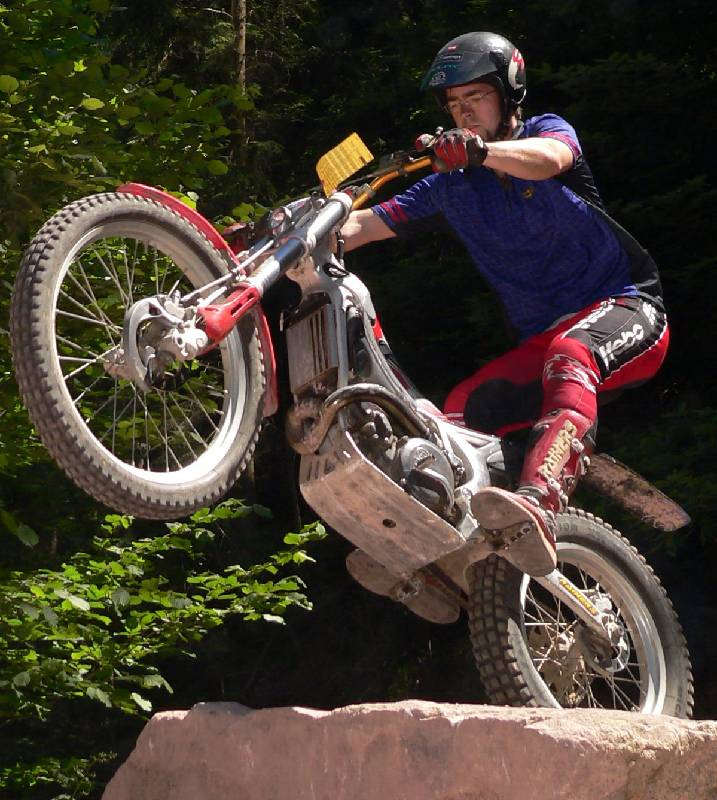
Una motocicleta Beta Rev 3 del año 2000

Beta es una compañía italiana fabricante de motocicletas, especializada en motocicletas off-road. Beta es conocida por sus populares motocicletas de trial. En el año 2005, la compañía comenzó a lanzar modelos de motocicletas enduro utilizando motores de la famosa marca KTM. En el año 2010 lanzó la nueva serie RR, con motores realizados por ellos mismos. Las motocicletas Beta han sido utilizadas por campeones mundiales de trial como Jordi Tarrés, Dougie Lampkin y Albert Cabestany.

## Historia
Beta tiene sus orígenes en 1904 como una compañía de fabricación de bicicletas denominado Società Giuseppe Bianchi, originalmente con sede en Florencia, Italia. La compañía comenzó a fabricar motocicletas en el año 1948. El nombre Beta nombre proviene de las iniciales de Enzo Bianchi y Tosi Arrigo, quien dirigió la compañía en ese entonces. Centrándose en fabricación motocicletas de 2 tiempos a través de los años 1950 y 1960, la compañía se volvió a concentrar en el desarrollo y la producción de motocicletas off-road en la década de 1970.

## Modelos Trial
Beta ha producido motocicletas para las competiciones de trial desde principios de los años '80 y ahora son uno de los principales fabricantes. A diferencia de la versión de trial y los modelos de enduro, la moto de trial siempre han utilizado los propios motores de Beta.
- TR240 (1983-4) Primer modelo trial.

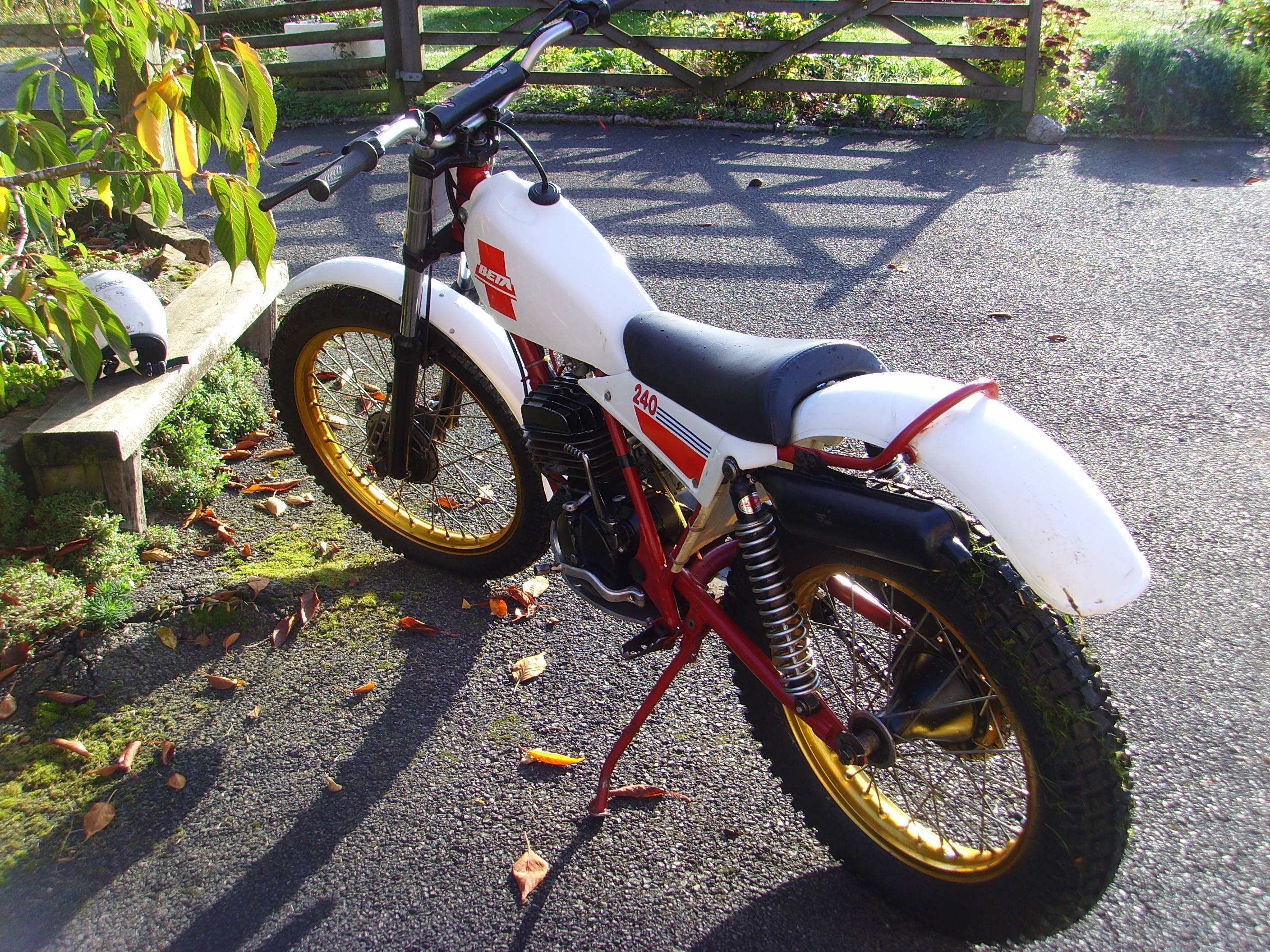
Una motocicleta Beta TR240 del año 1983, motor 200cc refrigerado por aire, suspensión twinshock

- TR32, (1984-5)
- TR33, (1985-6)
- TR34, (1986-9)
- TR35, (1989–91)
- Zero, (1989–92)
- Synt, (1992-4)
- SuperTrial, (1992-3)
- Gara, (1993-4)
- Techno, (1994-9)
- Rev-3, (1999–2008)
- Rev-4, (2007–08)
- Evo     [2009-]

## Modelos Enduro y Motocross
Beta produjo una serie de motos enduro y motocross durante la década de 1970 y 80.
Los modelos de Enduro han utilizado motores de KTM desde su regreso en 2004, aunque 2009 ve el lanzamiento de las motocicletas con un motor propio de Beta.